# Schischkinia albispina
Schischkinia albispina – gatunek roślin z rodziny astrowatych (Asteraceae). Należy do monotypowego rodzaju Schischkinia. Zasięg gatunku obejmuje środkową Azję od Iranu i Pakistanu po Kazachstan i zachodnie Chiny. Są to rośliny występujące na terenach piaszczystych, kwitnące w czerwcu. 

## Morfologia
PokrójNiewielkie rośliny roczne o bardzo skróconym pędzie, rozgałęziającym się od nasady. Łodyga jest biała i omszona.
LiścieKrótkoogonkowe, o blaszce niepodzielonej, eliptycznej, łopatkowatej do lancetowatej o długości do 6 cm i szerokości zwykle poniżej 1 cm. Na brzegu blaszki znajdują się sztywne, białe kolce o długości do 5 mm; z wierzchu blaszka jest naga, od spodu bywa szorstko owłosiona.
KwiatyZebrane w koszyczki wyrastające w skupieniach po kilka na końcach rozgałęzień pędu. Okrywa jest wąsko jajowato elipsoidalna, o długości do 14 mm i średnicy do 5 mm. Listki okrywy wyrastają w ok. 5 rzędach, są nagie na końcu zaostrzone, z kolcem, tu też często purpurowo nabiegłe. Zewnętrzne listki są jajowate, kolejne we wnętrzu są coraz węższe. Kwiatów w koszyczku jest niewiele. Zewnętrzne są płonne, wewnętrzne są obupłciowe. Korony są żółte do różowych.
OwoceElipsoidalno-jajowate i spłaszczone niełupki o długości 4 mm i średnicy 2 mm, gładkie i lśniące. Puch kielichowy biały, w postaci ości o długości do 7 mm.

## Systematyka
Gatunek i rodzaj z podplemienia Centaureinae, plemienia Cardueae podrodziny Carduoideae w obrębie rodziny astrowatych Asteraceae.